# ゴールデンラズベリー賞 最低新人賞
ゴールデンラズベリー賞最低新人賞は、ゴールデンラズベリー賞の部門の一つで、その年最低の映画新人俳優に贈られる。1982年から1989年および1991年から1999年のあいだに設置されていた。

## 受賞とノミネート一覧

### 1982-1989年
| 発表日        |                                                                                | 結果                                                                                   |
| ------------- | ------------------------------------------------------------------------------ | -------------------------------------------------------------------------------------- |
| 1982年3月29日 |                                                                                | クリントン・スピルスベリー - 『ローン・レンジャー』                                    |
| 1982年3月29日 | ゲーリー・コールマン - 『ダービー・キッド』                                    |                                                                                        |
| 1982年3月29日 | マーティン・ヒューイット - 『エンドレス・ラブ』                                |                                                                                        |
| 1982年3月29日 | マラ・ホーベル - 『愛と憎しみの伝説』                                          |                                                                                        |
| 1982年3月29日 | マイルズ・オキーフ - 『類猿人ターザン』                                        |                                                                                        |
| 1983年4月11日 |                                                                                | ピア・ザドラ - Butterfly                                                               |
| 1983年4月11日 | モーガン・フェアチャイルド - 『セダクション 盗撮された女』                     |                                                                                        |
| 1983年4月11日 | ルチアーノ・パヴァロッティ - Yes, Giorgio                                      |                                                                                        |
| 1983年4月11日 | アイリーン・クイン - 『アニー』                                                |                                                                                        |
| 1983年4月11日 | ミスター・T - 『ロッキー3』                                                    |                                                                                        |
| 1984年4月8日  | Lou Ferrigno                                                                   | ルー・フェリグノ - 『超人ヘラクレス』                                                  |
| 1984年4月8日  | Lou Ferrigno                                                                   | ロニ・アンダーソン - 『ストローカーエース』                                            |
| 1984年4月8日  | Lou Ferrigno                                                                   | レブ・ブラウン - 『未来から来たハンター ヨオ』                                         |
| 1984年4月8日  | Lou Ferrigno                                                                   | 鳴き声で魅せたイルカのシンディとサンディ - 『ジョーズ3』                               |
| 1984年4月8日  | Lou Ferrigno                                                                   | フィノラ・ヒューズ - 『ステイン・アライブ』                                            |
| 1985年3月24日 |                                                                                | オリヴィア・ダボ - 『ボレロ 愛欲の日々』、『キング・オブ・デストロイヤー/コナンPART2』 |
| 1985年3月24日 | ミシェル・ジョンソン - 『アバンチュール・イン・リオ』                          |                                                                                        |
| 1985年3月24日 | アポロニア・コテロ - 『プリンス/パープル・レイン』                             |                                                                                        |
| 1985年3月24日 | アンドレア・オキピンティ - 『ボレロ 愛欲の日々』                               |                                                                                        |
| 1985年3月24日 | ラッセル・トッド - 『ボーイハント』                                            |                                                                                        |
| 1986年3月23日 | Brigitte Nielsen                                                               | ブリジット・ニールセン - 『レッドソニア』、『ロッキー4/炎の友情』                      |
| 1986年3月23日 | Brigitte Nielsen                                                               | アリアーヌ - 『イヤー・オブ・ザ・ドラゴン』                                            |
| 1986年3月23日 | Brigitte Nielsen                                                               | 新たなるサイボット・ゴジラ - ゴジラ1985                                                |
| 1986年3月23日 | Brigitte Nielsen                                                               | ジュリア・ニクソン - 『ランボー/怒りの脱出』                                           |
| 1986年3月23日 | Brigitte Nielsen                                                               | カート・トーマス - 『カラテNINJA ジムカタ』                                            |
| 1987年3月29日 |                                                                                | アヒルの着ぐるみを着て奮闘した6人の諸君 - 『ハワード・ザ・ダック/暗黒魔王の陰謀』      |
| 1987年3月29日 | ジョアン・チェン - 『タイパン』                                                |                                                                                        |
| 1987年3月29日 | ミッチ・ゲイロード - 『愛と栄光の旅立ち アメリカン・デュエット』               |                                                                                        |
| 1987年3月29日 | クリスティン・スコット・トーマス - 『プリンス/アンダー・ザ・チェリー・ムーン』 |                                                                                        |
| 1987年3月29日 | ブライアン・トンプソン - 『コブラ』                                            |                                                                                        |
| 1988年4月10日 |                                                                                | デヴィッド・メンデンホール - 『オーバー・ザ・トップ』                                  |
| 1988年4月10日 | バーバリアン・ブラザーズ - 『グレート・バーバリアン』                          |                                                                                        |
| 1988年4月10日 | ガーベージペイルキッズ - 『ダーティ・キッズ ぶきみくん』                       |                                                                                        |
| 1988年4月10日 | デブラ・サンドランド - 『タフガイは踊らない』                                  |                                                                                        |
| 1988年4月10日 | ジム・バーニー - 『アーネスト キャンプに行く!』                                |                                                                                        |
| 1989年3月28日 |                                                                                | ドナルド・マクドナルド - 『マック』                                                    |
| 1989年3月28日 | しゃべる馬のドン - 『マネーゲームで大逆転 しゃべった!走った!もうかった!』      |                                                                                        |
| 1989年3月28日 | タミー・エリン - 『長くつ下ピッピの冒険物語』                                  |                                                                                        |
| 1989年3月28日 | ロビー・ロサ - 『サルサ/灼熱のふたり』                                         |                                                                                        |
| 1989年3月28日 | ジャン＝クロード・ヴァン・ダム - 『ブラッド・スポーツ』                        |                                                                                        |

### 1991-1999年
| 発表日        | | 結果                                                                                            |
| ------------- | --- | ----------------------------------------------------------------------------------------------- |
| 1991年3月24日 | | ソフィア・コッポラ - 『ゴッドファーザー PART III』                                              |
| 1991年3月24日 | イングリッド・シャヴェイズ - 『プリンス/グラフィティ・ブリッジ』 |                                                                                                 |
| 1991年3月24日 | レオ・ダミアン - 『ゴースト・ラブ』 |                                                                                                 |
| 1991年3月24日 | キャリー・オーティス - 『蘭の女』 |                                                                                                 |
| 1991年3月24日 | ドナルド・トランプ - 『ゴースト・ラブ』 |                                                                                                 |
| 1992年3月29日 | Vanilla Ice | ヴァニラ・アイス - 『クール・アズ・アイス』                                                     |
| 1992年3月29日 | Vanilla Ice | ブライアン・ボズワース - 『ストーン・コールド』                                                 |
| 1992年3月29日 | Vanilla Ice | ミラ・ジョヴォヴィッチ - 『ブルーラグーン』                                                     |
| 1992年3月29日 | Vanilla Ice | ブライアン・クラウス - 『ブルーラグーン』                                                       |
| 1992年3月29日 | Vanilla Ice | クリスティン・ミンター - 『クール・アズ・アイス』                                               |
| 1993年3月28日 | Pauly Shore | ポーリー・ショア - 『原始のマン』                                                               |
| 1993年3月28日 | Pauly Shore | ジョージ・コラフェイス - 『コロンブス』                                                         |
| 1993年3月28日 | Pauly Shore | ケビン・コスナーのスポーツ刈り - 『ボディガード』                                               |
| 1993年3月28日 | Pauly Shore | ホイットニー・ヒューストン - 『ボディガード (1992年の映画)ボディガード』                        |
| 1993年3月28日 | Pauly Shore | シャロン・ストーンの初めて見る髪型 - 『氷の微笑』                                               |
| 1994年3月20日 | Janet Jackson | ジャネット・ジャクソン - 『ポエティック・ジャスティス/愛するということ』                        |
| 1994年3月20日 | Janet Jackson | ロベルト・ベニーニ - 『ピンク・パンサーの息子』                                                 |
| 1994年3月20日 | Janet Jackson | メイソン・ギャンブル - 『わんぱくデニス』                                                       |
| 1994年3月20日 | Janet Jackson | ノーマン・D・ゴールデン - 『コップ・アンド・ハーフ』                                            |
| 1994年3月20日 | Janet Jackson | オースティン・オブライエン - 『ラスト・アクション・ヒーロー』                                   |
| 1995年3月26日 | Anna Nicole Smith | アンナ・ニコル・スミス - 『裸の銃を持つ男 PART33⅓ 最後の侮辱』                                  |
| 1995年3月26日 | Anna Nicole Smith | ジム・キャリー - 『エース・ベンチュラ』、『ジム・キャリーはMr.ダマー』、『マスク』              |
| 1995年3月26日 | Anna Nicole Smith | クリス・エリオット - 『キャビン・ボーイ 航海、先に立たず』                                      |
| 1995年3月26日 | Anna Nicole Smith | クリス・アイザック - 『リトル・ブッダ』                                                         |
| 1995年3月26日 | Anna Nicole Smith | シャキール・オニール - 『ハード・チェック』                                                     |
| 1996年3月24日 | Greg Lauren and Elizabeth Berkley | エリザベス・バークレー - 『ショーガール』                                                       |
| 1996年3月24日 | Greg Lauren and Elizabeth Berkley | しゃべるゴリラのエイミー - 『コンゴ』                                                           |
| 1996年3月24日 | Greg Lauren and Elizabeth Berkley | デヴィッド・カルーソ - 『ジェイド』、『死の接吻』                                               |
| 1996年3月24日 | Greg Lauren and Elizabeth Berkley | シンディ・クロフォード - 『フェア・ゲーム』                                                     |
| 1996年3月24日 | Greg Lauren and Elizabeth Berkley | ジュリア・スウィーニー - 『いとしのパット君』、『アル・フランケンはMr.ヘルプマン』              |
| 1997年3月23日 | | パメラ・アンダーソン - 『バーブ・ワイヤー/ブロンド美女戦記』                                    |
| 1997年3月23日 | BEAVIS AND BUTT-HEAD - 『劇場版ビーバス&バットヘッド DO AMERICA』 |                                                                                                 |
| 1997年3月23日 | エレン・デジェネレス - 『ミスター・クレイジー』 |                                                                                                 |
| 1997年3月23日 | 映画スターになりたがっている『フレンズ』のキャスト（ジェニファー・アニストン - 『彼女は最高』、リサ・クドロー - 『ミスター・コンプレックス/結婚恐怖症の男』、マット・ルブランク - 『モンキー・リーグ/史上最強のルーキー登場』、デヴィッド・シュワイマー - 『ハッピィブルー』） |                                                                                                 |
| 1997年3月23日 | 新しくシリアス女優になったシャロン・ストーン - 『悪魔のような女』、『ラストダンス』 |                                                                                                 |
| 1998年3月22日 | Dennis Rodman | デニス・ロッドマン - 『ダブルチーム』                                                           |
| 1998年3月22日 | Dennis Rodman | アニマトロニクスのアナコンダ - 『アナコンダ』                                                   |
| 1998年3月22日 | Dennis Rodman | トリ・スペリング - 『ストーム』、『スクリーム2』                                                |
| 1998年3月22日 | Dennis Rodman | ハワード・スターン - 『プライベート・パーツ』                                                   |
| 1998年3月22日 | Dennis Rodman | クリス・タッカー - 『フィフス・エレメント』、『ランナウェイ』                                   |
| 1999年3月20日 | Jerry Springer | ジョー・エスターハス - 『アラン・スミシー・フィルム』 （分け）                                  |
| 1999年3月20日 | Jerry Springer | ジェリー・スプリンガー - 『ジェリー・スプリンガー・ザ・ムービー 人の不幸はクセになる』 （分け） |
| 1999年3月20日 | Jerry Springer | バーニー - Barney's Great Adventure                                                             |
| 1999年3月20日 | Jerry Springer | キャロット・トップ - Chairman of the Board                                                      |
| 1999年3月20日 | Jerry Springer | スパイス・ガールズ - 『スパイス・ザ・ムービー』                                                 |